# Pareustroma fissisignis
Pareustroma fissisignis är en fjärilsart som beskrevs av Butler 1880. Pareustroma fissisignis ingår i släktet Pareustroma och familjen mätare. Inga underarter finns listade i Catalogue of Life.